# Commessaggio
Commessaggio és un municipi situat al territori de la província de Màntua, a la regió de la Llombardia, (Itàlia).
Commessaggio limita amb els municipis de Gazzuolo, Sabbioneta, Spineda i Viadana.
Pertany al municipi la frazione de Bocca Chiavica.

## Galeria

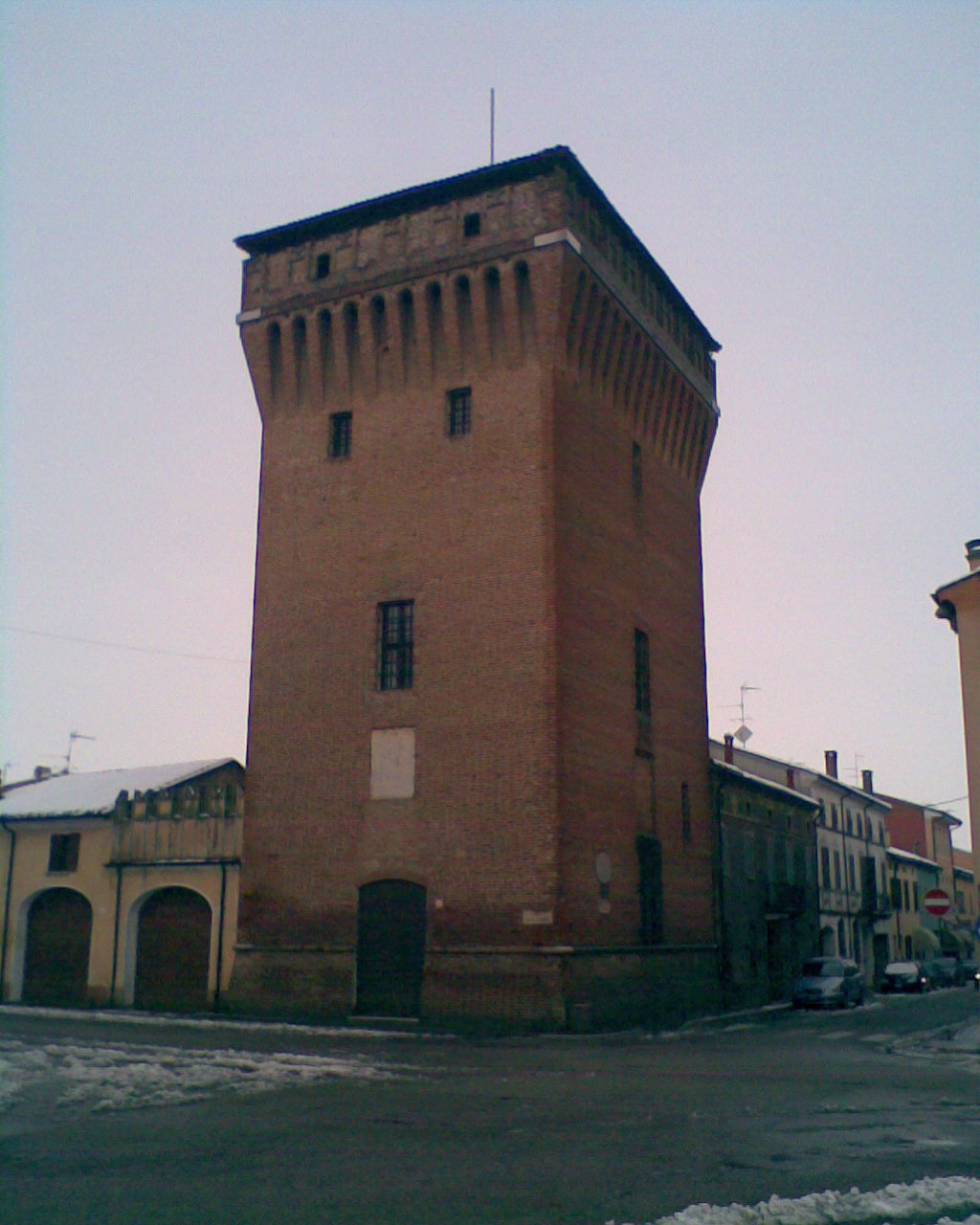
El Torrazzo
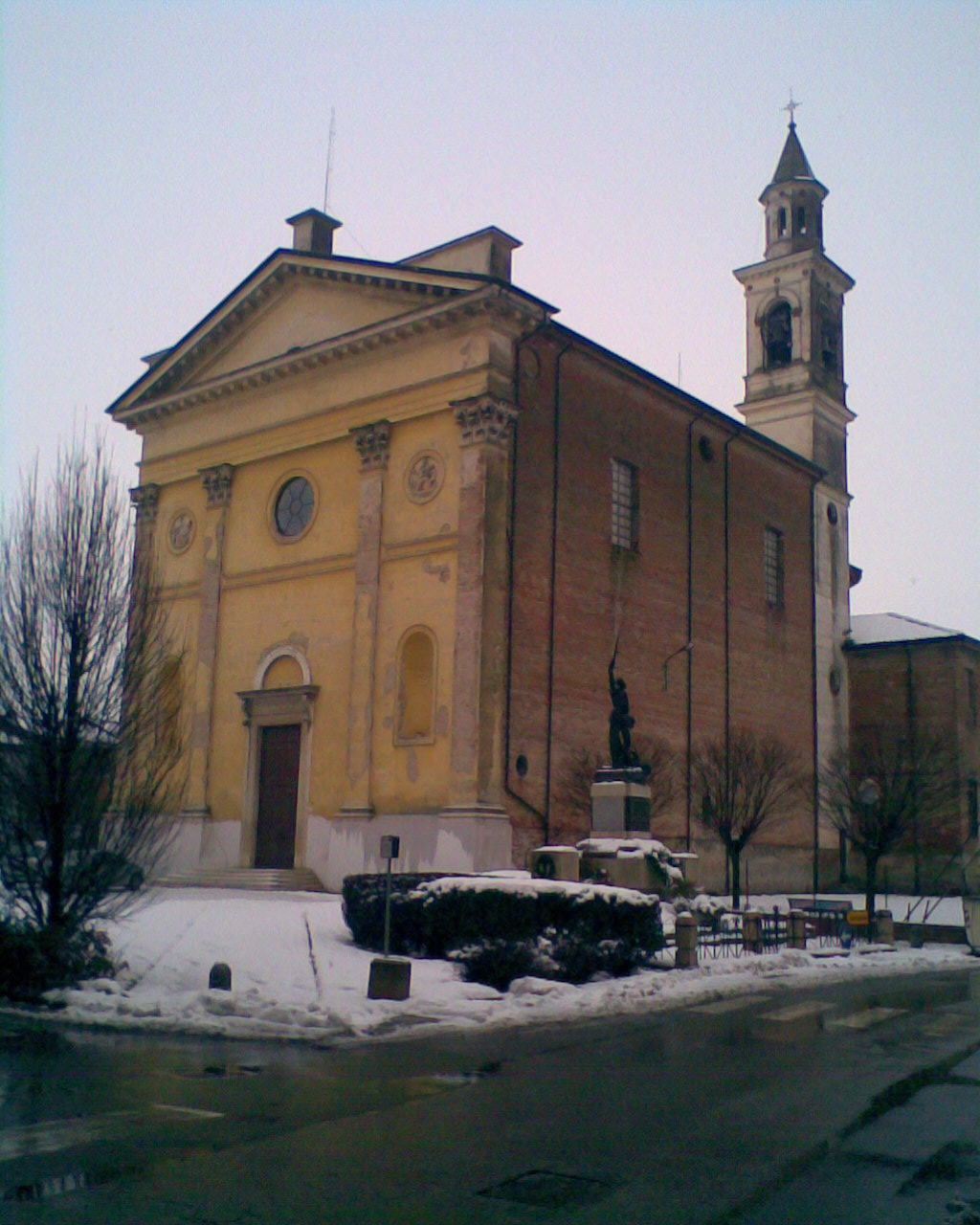
Església de St. Albí